# 西脇町 (兵庫県)
西脇町（にしわきちょう）は、兵庫県多可郡にあった町。現在の西脇市の中心部、冠称も「町」も付かない区域にあたる。
本項では町制前の名称である津万村（つまむら）についても述べる。

## 地理
- 河川：加古川、杉原川

## 歴史
- 1889年（明治22年）4月1日 - 町村制の施行により、津万町・大垣内村・蒲江村・寺内村・島村・大野村・坂本村・上戸田村・下戸田村・上野村・西脇村・西島村の区域をもって津万村が発足。
- 1917年（大正6年）11月1日 - 津万村が町制施行・改称して西脇町となる。
- 1952年（昭和27年）4月1日 - 日野村・重春村・比延庄村と合併して西脇市が発足。同日村廃止。

## 交通

### 鉄道路線
- 日本国有鉄道
  - 鍛冶屋線
    - 西脇駅

### 道路
- 国道175号